# Niculae Bădălău
Niculae Bădălău (ur. 15 lutego 1960 w Ogrezeni w okręgu Giurgiu) – rumuński polityk i ekonomista, parlamentarzysta, w latach 2018–2019 minister gospodarki.

## Życiorys
Absolwent Uniwersytetu Nauk Rolniczych i Medycyny Weterynaryjnej w Bukareszcie, gdzie studiował rolnictwo, zarządzanie i agroturystykę, w 2002 uzyskując magisterium. W 2008 obronił licencjat z prawa na Universitatea Bioterra din București. Kształcił się także na kursach z rozwoju lokalnego (Școala Națională de Studii Politice și Administrație), zarządzania publicznego (Academia de Studi Economice București) i obronności (Academia Militara București). W 2013 doktoryzował się w zakresie ekonomii i zarządzania. W latach 80. pracował w państwowych gospodarstwach rolnych w miejscowościach Bolintin-Vale i Grădinari. Od 1987 zatrudniony w firmie ICAPPA zajmującej się handlem produktami rolniczymi, następnie od 1991 do 2001 kierował spółką SC NBG.
Od początku lat 90. zaangażowany w działalność polityczną w ramach ugrupowań postkomunistycznych: Frontu Ocalenia Narodowego (1990–1992), Demokratycznego Frontu Ocalenia Narodowego (1992–1993), Partii Socjaldemokracji w Rumunii (1993–2001) oraz Partii Socjaldemokratycznej (od 2001). Zajmował stanowisko zastępcy prefekta (2001–2003) i prefekta (2003–2004) okręgu Giurgiu, kierował tamtejszymi strukturami PSD. W kadencji 2004–2008 zasiadał w Izbie Deputowanych, zaś w latach 2008–2012 i 2016–2020 w Senacie (od 2016 do 2018 będąc jego wiceprzewodniczącym). W listopadzie 2018 objął stanowisko ministra gospodarki w gabinecie Vioriki Dăncili. Zakończył pełnienie tej funkcji wraz z całym rządem w listopadzie 2019.

## Postępowania karne
Przeciwko Niculae Bădălău formułowano zarzuty o korupcję, pranie brudnych pieniędzy oraz defraudowanie funduszy. W 2008 i 2013 wszczynano w tej sprawie postępowania; sprawy te ostatecznie zamknięto bez skazania. W 1988 uznano go winnym kradzieży zboża, jednak uniknął kary ze względu na amnestię ogłoszoną z okazji 70. urodzin Nicolae Ceaușescu.

## Życie prywatne
Żonaty, ma dwoje dzieci.